# Urskog–Hølandsbanen
Urskog–Hølandsbanen, også kaldet Aurskog-Hølandbanen, var en smalsporet jernbane i Akershus fylke i Norge, der gik fra Sørumsand Station på Kongsvingerbanen til Skulerud Station i Aurskog-Høland. Banen åbnede 14. november 1896 og havde ordinær drift med person- og godtrafik indtil 1. juli 1960. I folkemunde blev den kaldt for Tertitten, et ordspil på tertiærbane, en tredje klasses jernbane, og tertitt, et dialektnavn for musvit.
I dag drives de øverste 3,6 km af banen fra Sørumsand som veteranbane under det gamle privatbanenavn Urskog-Hølandsbanen (UHB).

## Historie
Den første etape fra Bingsfossen til Bjørkelangen blev anlagt af selskabet Urskogbanen og åbnet 14. november 1896. Et andet selskab, Hølandsbanen, anlagde banen fra Bjørkelangen til Skulerud. Den blev åbnet 15. december 1898, men inden da havde selskaberne sluttet sig sammen til Urskog-Hølandsbanen (U.H.B.). Efter en vedtagelse i Stortinget blev banen forlænget ca. 2 km vestpå til Sørumsand Station. Dette sidste stykke åbnede for driften 7. december 1903. Banen var da blevet 57 km lang. Selskabet havde hovedkontor i Bjørkelangen. Banen blev bygget på den billigste måde som en såkaldt tertiærjernbane med en sporvidde på 750 mm. Indtil 1. januar 1945 var banen et privat aktieselskab. Derefter overtog staten ved NSB banen, der drev den de sidste tretten år som Aurskog-Hølandbanen.
Grundlaget for banen var især transport af skov- og landbrugsprodukter. Tømmer blev kørt til Skulerud og flådet til Halden derfra. Desuden var samtrafik med DS Turisten på Haldenkanalen en populær turistattraktion under navnet "Den store rundreisen". Med den tog folk tog Oslo - Sørumsand, Urskog-Hølandsbanen til Skulerud, skib på Haldenkanalen til Tistedal og tog fra Tistedal, evt. Halden til Oslo.
I 1961 påbegyndtes arbejdet med at bevare Aurskog-Hølandbanen for eftertiden, drevet som et andelsselskab med frivillig og ulønnet arbejdskraft. Efter et stykke tid fik de overtaget 3 km spor ved Sørumsand, to damplokomotiver og en del vogne. Det første veterantog kørte i 1966.
Der var ingen bygninger og ingen på den bevarede strækning. Alt det folk oplever, når de besøger "Tertitten" i dag, er bygget op i tiden som veteranbane. Tre af UHB's damplokomotiver og to af personvognene er blevet restaureret. Arbejdet med restaurering og vedligeholdelse af det rullende materiel foregår løbende.
Da Tertitten kom i drift som veteranbane endte den lidt uden for Sørumsands centrum, og sporene ind til stationen var fjernet. I 1987 kunne der atter køre tog fra Sørumsands centrum, efter at banen var blevet forlænget dertil ved en frivillig indsats. To år efter stod anlægget med stationsbygning færdig, og den officielle åbning af forlængelsen fandt sted.
Hele anlægget er fredet. UHB er i dag en stiftelse, drevet som veteranbane af Museene i Akershus (MiA) i samarbejde med Venneforeningen Tertitten.